# Траяна (певица)
Вижте пояснителната страница за други личности с името Траяна.
Теодора Павлова Маринова, известна с артистичния си псевдоним Траяна, е българска попфолк певица.

## Биография и творчество
Теодора Маринова е родена на 28 ноември 1982 г. в град Исперих.
През 2010 г. участва в турнето „Планета Дерби“.

## Дискография

### Албуми
- Тринити (2001)
- Траяна (2012)

## Награди
Годишни музикални награди на телевизия „Планета“
| Година | Получател | Награда                                | Резултат  |
| ------ | --------- | -------------------------------------- | --------- |
| 2010   | Траяна    | Най-прогресиращ изпълнител на годината | Номинация |
| 2011   | Траяна    | Най-прогресиращ изпълнител на годината | Номинация |

Годишни музикални награди на списание „Нов фолк“
| Година | Получател | Награда                          | Резултат  |
| ------ | --------- | -------------------------------- | --------- |
| 2010   | Траяна    | Най-успешно завръщане на сцената | Спечелена |
| 2011   | Траяна    | Най-проспериращ млад изпълнител  | Номинация |

Paparazzi Awards
| Година | Получател | Награда                         | Резултат  |
| ------ | --------- | ------------------------------- | --------- |
| 2013   | Траяна    | Най-прогресираща попфолк звезда | Спечелена |